# Klaus Ebbesen
Klaus Ebbesen (* 9. Mai 1946 in Frederiksberg) ist ein dänischer Prähistoriker und Politiker.

## Leben

### Wissenschaftliche Tätigkeit
Klaus Ebbesen wurde in Frederiksberg geboren und legte 1965 am dortigen Gymnasium das Abitur ab. Danach begann er ein Studium der Archäologie an der Universität Kopenhagen, das er 1974 als Magister Artium abschloss. Zwischen 1974 und 2001 arbeitete er an der Universität Kopenhagen zunächst als wissenschaftlicher Assistent (dänisch adjunkt) und später als Hochschuldozent (dänisch  lektor) für Archäologie. Seit 1990 ist er als kulturhistorischer Berater tätig. Zwischen 1994 und 1998 war er Beisitzer in den Seminaren für Geschichte und Sozialkunde der Universität Kopenhagen. 2006 promovierte Ebbesen mit der Arbeit The Battle Axe Period – Stridsøksetid.
2004 gründete Ebbesen in Dänemark eine Virtuelle Universität, weitere folgten 2009 in Schweden und 2010 in Kroatien.
Ebbesens Forschungsschwerpunkt liegt auf dem Mittel- und Spätneolithikum Dänemarks und den damit verbundenen Kulturen (Trichterbecherkultur, Schnurkeramische Kultur, Einzelgrabkultur, Bootaxtkultur). Von besonderer Bedeutung sind seine Arbeiten zu den Großsteingräbern in Dänemark. Mit seinen Werken Danske dysser – Danish dolmens ([Dänische Dolmen] 2007), Danmarks megalitgrave ([Dänemarks Megalithgräber] 3 Bände, 2008–11) und Danske jættestuer ([Dänische Ganggräber] 2009) legte er, aufbauend auf den historischen Aufzeichnungen des Dänischen Nationalmuseums, erstmals vollständige Kataloge von über 5000 erhaltenen und bekannten zerstörten Großsteingräbern Dänemarks vor.

### Politische Tätigkeit
Ebbesen war von 1962 bis 1968 Mitglied der Danmarks Socialdemokratiske Ungdom (DSU), der Jugendorganisation der Socialdemokraterne (Sozialdemokraten). 1964 wurde er Parteimitglied. Zwischen 1968 und 1980 wurde er mehrfach als Kandidat für das Folketing aufgestellt. Zwischen 1978 und 1979 bekleidete er als Nachrücker ein Abgeordnetenamt im Folketing. 2009 kandidierte Ebbesen bei der Bürgermeisterwahl in der Hørsholm Kommune.

## Schriften
Fachbücher
- Die jüngere Trichterbecherkultur auf den dänischen Inseln. Akademisk Forlag, Kopenhagen 1975, ISBN 87-500-1559-1.
- Tragtbægerkultur i Nordjylland. Studier over jættestuetiden. Det Kongelige Nordiske Oldskriftselskab, Kopenhagen 1979, ISBN 87-87438-16-5.
- Stordyssen i Vedsted. Studier over tragtbaegerkulturen i Sønderjylland. Akademisk Forlag, Kopenhagen 1979, ISBN 87-500-1889-2.
- Mit Ruth Tanderup: Forhistoriens historie. Wormianum, Højbjerg 1979, ISBN 87-85160-62-8.
- Fortidsminderegistrering i Danmark. Fredningsstyrelsen, Kopenhagen 1985, ISBN 978-87-503-5377-5.
- Hoards of the late Funnel Beaker Culture (MN IV–V). The Danish ilands (= Inventaria archaeologica. Denmark. Band 12). Habelt, Bonn 1989, ISBN 3-7749-2384-1.
- Hoards of the late Funnel Beaker Culture (MN IV–V). Jutland (= Inventaria archaeologica. Denmark. Band 13/1). Habelt, Bonn 1989, ISBN 3-7749-2385-X.
- Hoards of the late Funnel Beaker Culture (MN IV–V). Jutland (= Inventaria archaeologica. Denmark. Band 13/2). Habelt, Bonn 1989, ISBN 3-7749-2386-8.
- Stendysser og jaettestuer. Odense universitetsforlag, Odense 1993, ISBN 87-7492-918-6.
- Den arkæologiske diskurs. Kopenhagen 2005.
- The Battle Axe Period – Stridsøksetid. Attika, Kopenhagen 2006, ISBN 87-7528-620-3.
- Danske dysser – Danish dolmens. Attika, Kopenhagen 2007, ISBN 978-87-7528-652-2.
- Danmarks megalitgrave. Band 2. Katalog Attika, Kopenhagen 2008, ISBN 978-87-7528-731-4 (PDF, 2 MB [Memento vom 5. Februar 2022 im Internet Archive]).
- Danske jættestuer. Attika, Vordingborg 2009, ISBN 978-87-7528-737-6.
- The Origins of the Indo-European Languages. – De indoeuropæiske sprogs oprindelse. Attika, Kopenhagen 2009, ISBN 978-87-7528-760-4.
- Oldtidsminder ved Sorø. Stenaldergrave på Sorø Akademis Gods. Attika, Vordingborg 2010, ISBN 978-87-7528-764-2.
- Danmarks megalitgrave. Band 1/1. Attika, Vordingborg 2011, ISBN 978-87-7528-784-0.
- Danmarks megalitgrave. Band 1/2. Attika, Kopenhagen 2011, ISBN 978-87-7528-785-7.
- Bibliography – Bibliografi. Kopenhagen 2012.

Lehrbücher
- Bondestenalder. Kopenhagen 1989.
- Flint. Oldtidens vigtigste råstof. Haase, Kopenhagen 1990.
- Danmarks Oldtid. 1. De første danskere? – de første mennesker? Munksgaard, Kopenhagen 1990, 2. Aufl. 1991, ISBN 87-16-10121-9.
- Danmarks Oldtid. 2. Bønder – og hovedjaegere? Munksgaard, Kopenhagen 1990, 2. Aufl. 1990, ISBN 87-16-06784-3.
- Danmarks Oldtid. 3. Bronze – smykker og redskaber. Munksgaard, Kopenhagen 1990, 2. Aufl. 1991, ISBN 87-16-06782-7.
- Danmarks Oldtid. 4. Våben af jern – sejre og nederlag. Munksgaard, Kopenhagen 1990, 2. Aufl. 1991, ISBN 87-16-06756-8.
- Danmarks Oldtid. 5. Vikinger – og skibe af trae og sten. Munksgaard, Kopenhagen 1990, 2. Aufl. 1990, ISBN 87-16-09159-0.
- Danmarks Oldtid. 6. Leksikon. Munksgaard, Kopenhagen 1993, ISBN 87-16-10401-3.
- Den ældste Danmarkshistorie. Tiden indtil 725. Gyldendal, Kopenhagen 1991, ISBN 87-01-18030-4.
- Mit Ole Sørensen: Mennesker og samfund – emner fra Danmarks historie. 3. Munksgaard, Kopenhagen 1994, ISBN 87-16-10415-3.
- Mit Ole Sørensen: Mennesker og samfund – emner fra Danmarks historie. 4. Munksgaard, Kopenhagen 1996, ISBN 87-16-11005-6.
- Mit Ole Sørensen: Historisk Leksikon. Kopenhagen 1996.
- De gode, gamle helte. 1. Alinea, Kopenhagen 1999, ISBN 87-23-93841-2.
- De gode, gamle helte. 2. Alinea, Kopenhagen 1999, ISBN 87-23-93884-6.
- Venderne – et folk der forsvandt. Alinea, Kopenhagen 2003, ISBN 87-23-01117-3.
- Mit Dion Abrahamsen: Vikingemad – du selv kan lave. Kopenhagen 2010.

Populärwissenschaftliche Bücher
- Døden i mosen. Carlsen, Kopenhagen 1986, 2. Aufl. 2014, E-Book 2014.
- Sydslesvigske oldtidsminder. Grænseforeningen, Kopenhagen 1987.
- Pederstrup oldtidsminder. Maribo 1988.
- Gravhøjenes mennesker. Fremad, Kopenhagen 1989, 2. Aufl. 2016, E-Book 2016.
- Jelling. Arkæologi og historie. Fremad, Kopenhagen 1990.
- Vikingemad. Med autentiske opskrifter. E-Book 2014.
- Fortællinger fra vikingetiden. E-Book 2015.
- Bondestenalder. 3900–1750 f.Kr. E-Book 2017, Hörbuch 2017.
- Jelling. Historien og Gorm den Gamle, Thyre Danebod og Harald Blåtand. Gyldendal, Kopenhagen 2018, ISBN 978-87-02-24993-4, E-Book 2018.
- Stridsøksetid. E-Book 2018, Hörbuch 2018.
- Danmarks oldtid. Arkæologiske essays. E-Book 2019, Hörbuch 2019.
- På vikingetogt. Hörbuch 2020.